# Michail Fjodorovič Romanov
Michail Fjodorovič Romanov (4. května 1924, Paříž – 22. září 2008, tamtéž) byl ruský princ, filmový režisér, herec a historik.

## Život
Narodil se 4. května 1924 v Paříži jako syn prince Fjodora Alexandroviče Romanova a princezny Iriny Pavlovny Palej.
Vyrůstal v Paříži a Biarritzu. Místní lidé jej nazývali „korunním princem z Biarritzu“. Navštěvoval školu v Neuilly-sur-Seine. Od dětství mluvil rusky, anglicky a francouzsky, později se naučil španělsky a katalánsky. Po rozvodu rodičů roku 1936 zůstal se svou matkou. Studoval na škole École du Montcel.
Po osvobození Francie spojeneckými silami sloužil v letech 1945–1946 u francouzské pěchoty v Německu. Po návratu do Paříže se připojil k parfémové společnosti Luciena Lelonga, který byl ženatý s jeho tetou Natálií Pavlovnou Palej.
Od roku 1949 pracoval jako asistent režie, poté jako ředitel filmové produkce pod jménem Michel Romanoff. Roku 1956 pracoval na filmu Anatole Litvaka Anastasia. Spolupracoval s režiséry, jako byl např. Vincente Minnelli, Yves Allégret, Henri-Georges Clouzot.
Na počátku 50. let začal udržovat vztah s herečkou Annabellou, která byla o sedmnáct let starší než on. Navzdory velkému věkovému rozdílu byla připravena vzít si mladého prince, ale princova matka to odmítala.
Dne 15. října 1958 se oženil s francouzskou herečkou rakouského původu Helgou Staufenbergerovou. Spolu měli syna Michaila. Bezprostředně po narození jeho syna manželský pár žil odděleně. Rozvedeni byli roku 1992.
Od roku 1979 byl členem Romanovské rodinné asociace.
Roku 1985 odešel do důchodu a celý následující čas věnoval studiu historie Romanovců a psaní memoárů. Aktivně pomáhal režisérům a umělcům při vytváření dokumentárních a hraných filmů o ruské historii a dynastii Romanovců.
Dne 14. ledna 1994 se oženil s matkou své vnučky Marii de las Mercedes Ustrell-Cabani. Roku 1995 adoptoval svou vnučku Tatianu.
- princezna Tatiana Michajlovna Romanovová (nar. 21. října 1986).

Od roku 1994 žil v Paříži a ve španělském L'Escala.
Zemřel 22. září 2008. Pohřební obřad se konal 30. září v katedrálním chrámu svatého Alexandra Něvského v Paříži. Tělo bylo zpopelněno a pohřbeno v kostele paláce na ostrově Mainau vedle velkoknížete Dimitrije Pavloviče, velkokněžny Marie Pavlovny Ruské, hraběte Lennarta Bernadotte a jeho rodiny.